# 低周波音
低周波音（ていしゅうはおん）とは、一般に周波数100 Hz以下の音を指す。
低周波音のみが発生している場合、人間が知覚することは困難だが、音波の性質として他の周波数音と混在している場合に共鳴作用などで影響を及ぼす。近代のデジタル音源ではデータ容量や処理能力の観点から、超高周波音とともにこうした不可聴域を消去していることが、音楽機器におけるアナログとデジタルの差異を生む要因の一つとなる。低周波音はその音圧が強くなっても聴覚に作用しにくいため、ヒトの聴覚では感知できないような低い周波数でも振動として感知できる場合がある。また、多くの楽器において基音が含まれる周波数帯域であり、音楽において重要な音域である。電気的な音楽再生においては、この帯域をより正確に再現するべく、サブウーファーなどの低周波音向けスピーカーの導入が試みられる場合がある。

## 公害問題
公害問題としての人間生活に係わる騒音および騒音影響の分野で使用される場合は、低周波騒音と称される。また、以前は低周波空気振動と呼ばれていたこともある。
低周波音の影響は、住宅などの建物や建具のがたつきとして現れたり、また、人体への種々の影響という観点で扱われる。ヒトが知覚可能な強さの音（音として聞こえる場合、または、音としては聞こえないが振動として感じる場合）では、わずらわしさが一番の問題となる。
特に、低周波音の特性としては、耳に聞こえない低い唸り音（すなわち唸り振動）であり、これは障害物を通しても回り込んでいく特性があるので、防音壁での対応は全く意味をなさない。むしろ、極端に狭い場所に低周波音が発生する機械を設置したりすると、その周囲の障害物（例えば塀など）に共鳴増幅して、数十メートル離れた場所でさえも、スピーカーのように感知できる。そのため、取り付け場所にも非常に配慮が必要である。
また、ヒトの聴覚は20Hz以下の音を聞くことができないが、その20Hz以下の音は超低周波音と呼ばれる。この帯域では、相当に強い音圧でなければ、通常ヒトには知覚できないが、窓がガタガタと鳴る共鳴が起きる原因となる。また、不定愁訴の原因の1つとして、健康に悪影響があるとも言われ、研究されている。
なお、低周波音の公害として、一つの目安として「参照値」があるが、これは民間に自治体が介入するか否かの判断を示すための目安に過ぎず、この参照値以下の騒音デシベルに対して多くの誤解が発生しており、低周波騒音のデシベル数値が「参照値」以下であっても、健康に悪影響があると国が認めている。そのため「参照値」は国が定めた騒音規定値でない為、騒音トラブル時には注意が必要である。
今後の課題としては、国はどう世界各国に合わせた「低周波騒音の規定値」を早期に定めるかが必須課題であり、多くの民事で訴訟が発生していることも事実である。
- 高速道路などの高架橋のジョイント部
- 新幹線等の鉄道トンネルの出口
- 冷凍機
- ボイラー
- ダム放水時の空気の渦
- 風力発電施設
- 下水管の共鳴
- エコキュート[2]、エネファーム、エコウィル、エコワンといった高効率給湯器

から発生する（新幹線のトンネル出口から発生する「ドーン音」については、微気圧波と呼ばれる）。